# Hościsko
Hościsko (poljsko Chościsko) je legendarna oseba v poljski zgodnji zgodovini in oče Pjasta Kolarja, ustanovitelja dinastije Pjastov. Omenjen je v Cronicae et gesta ducum sive principum Polonorum (Kronike in dejanja poljskih vojvod in knezov), ki jo je napisal Gallus Anonimus. V Kroniki je Pjast trikrat omenjen kot Hościskov sin. 
Hościskovo ime izaja verjetno iz poenostavljeno izgovarjane besede hastingsko. Slednja izhaja iz izraza Hasding, ki je poosebljal dolgolasca. Beseda hastingsko se je stari slovanščini težko izgovarjala. Druga besedna analiza domneva, da Hościskovo ime izhaja verjetno iz besed chost ali chwost, ki v stari slovanščini pomeni rep.

## Sklica
1. ↑  Excerpts from Gallus Anonymus' chronicle in English. Arhivirano 25. januarja 2009 na Wayback Machine.[mrtva povezava]
2. ↑  Wolfram Herwig. The Roman Empire and its Germanic Peoples. Prevod Thomas Dunlap. Berkeley/Los Angeles/London, University of California Press. str. 19.